# Eric Lichtblau
Eric Lichtblau (geb. 1965 in Syracuse) ist ein amerikanischer Journalist, der für das Washingtoner Büro der New York Times sowie für die Los Angeles Times, das Time Magazine, The New Yorker und die investigative Nachrichtenabteilung des Senders CNN berichtet. 

## Leben und Karriere
Lichtblau wurde in einer jüdischen Familie in Syracuse geboren. Er machte 1987 seinen Abschluss an der Cornell University mit den Hauptfächern Regierung und Englisch. Nach dem College arbeitete Lichtblau für das Investigativteam der Los Angeles Times in Los Angeles und berichtete über verschiedene Themen aus dem Bereich der Strafverfolgung. Er arbeitete 15 Jahre lang für die Los Angeles Times und berichtete zwischen 1999 und 2000 im Washingtoner Büro über das Justizministerium.
Lichtblau kam im September 2002 zur New York Times als Korrespondent für das Justizministerium und veröffentlichte seine letzte Geschichte für die Zeitung im April 2017. Im selben Monat wurde er Redakteur bei CNN; nur zwei Monate später, im Juni 2017, gehörte er zu den drei CNN-Redakteuren, die nach dem Rückzug eines Berichts über angebliche Kontakte zwischen dem Übergangsteam von Präsident Donald Trump und einer russischen Staatsbank zurücktraten.

## Ehrungen
Für seine Arbeit wurde er mit zwei Pulitzer-Preisen ausgezeichnet. Den Pulitzer-Preis erhielt er 2006 mit der New York Times für seine Berichterstattung über das Abhören ohne richterliche Anordnung durch die National Security Agency. Außerdem gehörte er zu dem Team der New York Times, das 2017 den Pulitzer-Preis für die Berichterstattung über Russland und die Trump-Kampagne erhielt.

## Veröffentlichungen
- Bush's Law: The Remaking of American Justic
- The Nazis Next Door: How America Became a Safe Haven for Hitler's Men

## Privates
Lichtblau und seine Frau leben mit ihren vier Kindern in der Gegend von Washington, D.C.